# 蒂扬布罗讷
蒂扬布罗讷（法語：Thiembronne，法語發音：[tjɑ̃bʁɔn]）是法国上法蘭西大區加来海峡省的一个市镇，属于圣奥梅尔区。

## 地理
蒂扬布罗讷（50°37'14"N, 2°3'27"E）面积22.82 平方千米，位于法国上法蘭西大區加来海峡省，该省份为法国北部沿海省份，西北濒北海，南至索姆省，东临北部省。
与蒂扬布罗讷接壤的市镇（或旧市镇、城区）包括：维姆、朗蒂、艾克斯昂埃尔尼、康帕涅莱布洛奈、福康贝格、梅尔克圣列万、吕米伊、圣马丹达尔丹冈、沃德兰盖姆。
蒂扬布罗讷的时区为UTC+01:00、UTC+02:00（夏令时）。

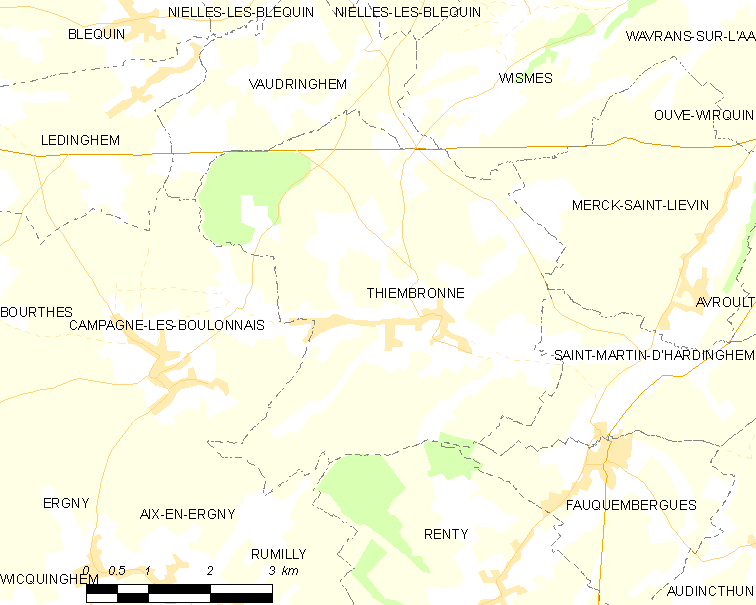
蒂扬布罗讷的OSM定位图

## 行政
蒂扬布罗讷的邮政编码为62560，INSEE市镇编码为62812。

## 政治
蒂扬布罗讷所属的省级选区为弗吕日县。

## 人口

1962-2008年间蒂扬布罗讷人口变化图示

蒂扬布罗讷于2022年1月1日时的人口数量为824人。